# René Nünlist (Altphilologe)
René Nünlist (* 1965) ist ein Schweizer Altphilologe.
Nach dem Studium der Klassischen Philologie und Germanistik an der Universität Basel, der Freien Universität Berlin und der University of Michigan legte er 1991 die Lizenziatsprüfung an der Universität Basel ab und arbeitete anschliessend als Wissenschaftlicher Assistent, später als Lehrbeauftragter an der Universität Basel, wo er 1996 bei Joachim Latacz promoviert wurde. Im von ihm mitbegründeten Basler Homer-Kommentar war er von 1995 bis 1998 als Mitarbeiter tätig und steht ihm seither als Berater zur Verfügung.
Nach Forschungsaufenthalten als Postdoc an der University of Oxford und an der Universität Amsterdam erhielt er 2001 den Ruf auf eine Assistenzprofessor für Klassische Philologie an der Brown University. Dort war er von 2004 an William A. Dyer Jr. Assistant Professor of the Humanities, bis er 2006 zum Associate Professor ernannt wurde. 2010 folgte er einem Ruf auf den Lehrstuhl für Klassische Philologie (Schwerpunkt Gräzistik) an der Universität zu Köln.
Zu seinen Forschungsschwerpunkten zählen die frühgriechische Dichtung, antike und moderne Literaturwissenschaft sowie Papyrologie.

## Veröffentlichungen
- Poetologische Bildersprache in der frühgriechischen Dichtung, Stuttgart; Leipzig, Teubner 1998.  (Beiträge zur Altertumskunde 101) ISBN 3-519-07650-0 (= Dissertation)
- The ancient critic at work. Terms and concepts of literary criticism in Greek scholia, Cambridge, Cambridge Univ. Press 2009, ISBN 978-0-521-85058-2